# Downfall
Downfall er en single fra det melodiske dødsmetalband Children of Bodom der blev udgivet i 1998. Under indspilningerne havde sangen navnet "Harjunpää." Før Hatebreeder albummet blev udgivet spillede bandet sangen live i Rusland under navnet "Forevermore". Da den så blev udgivet på Hatebreeder albummet havde den fået navnet "Downfall." Singlen blev udgivet to uger inden albummet for at skaffe opmærksomhed.

## Numre
1. "Downfall"
2. "No Commands" (Stone cover)